# John B. Cobb

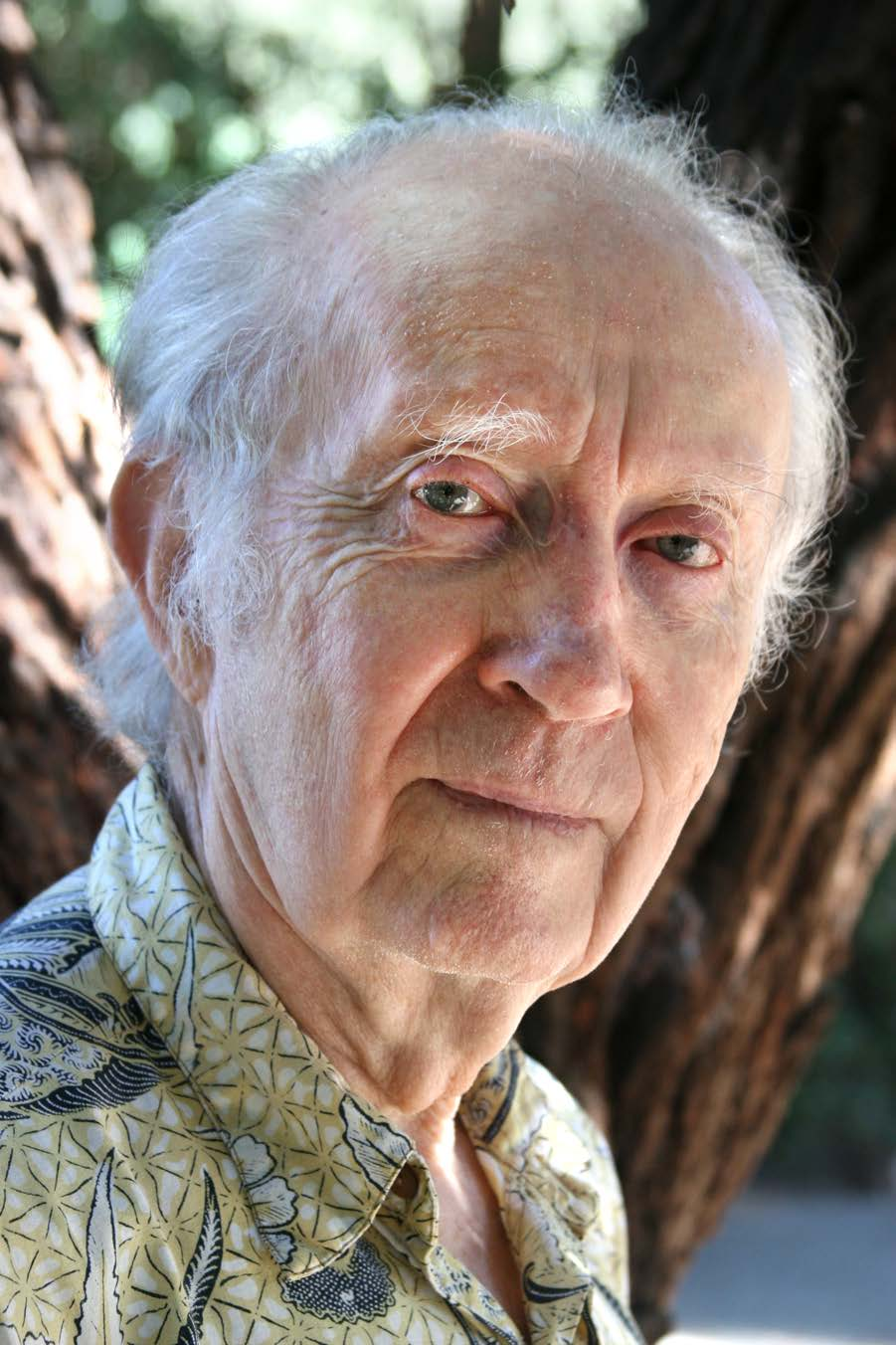
John B. Cobb, Jr.

John Boswell Cobb Jr (Kobe (Japan), 9  februari 1925 – 26 december 2024) was een Amerikaanse theoloog, filosoof en ecologist. 
Cobb was een leerling van Charles Hartshorne en wordt gezien als een prominent academicus in  procesfilosofie en procestheologie, de denkstroming die geassocieerd wordt met de filosofie van Alfred North Whitehead.  Cobb is de auteur van meer dan vijftig boeken. In 2014 trad Cobb toe tot het prestigieuze American Academy of Arts and Sciences.
Een belangrijk thema in het werk van Cobb is de nadruk op ecologische afhankelijkheid — de idee dat elk deel van het ecosysteem afhankelijk is van de andere delen. Cobb heeft geargumenteerd dat de meest dringende taak van de mensheid is om de wereld, waarop we leven en waarvan we afhankelijk zijn, te bewaren. Dit idee haalde hij uit de filosofie van de Britse filosoof en wiskundige Alfred North Whitehead die religie omschreef als loyaliteit ten opzichte van de wereld.
Cobb is erg bekend voor zijn transdisciplinaire aanpak, het integreren van inzicht uit verschillende domeinen en het samenbrengen van verschillende specialisaties in een vruchtbare dialoog. Hierdoor heeft, hij behalve in de theologie, ook invloed gehad in de ecologie, economie, biologie and sociale ethiek.
In 1971 schreef hij het eerste boek als enige auteur in milieu-ethiek—Is It Too Late? A Theology of Ecology (Is het te laat? Een ecologische theologie) — dat argumenteert voor de relevantie van religieuze reflectie in het benaderen van de ecologische crisis.   In 1989 was hij co-auteur van het boek For the Common Good: Redirecting the Economy Toward Community, Environment, and a Sustainable Future (Voor het algemeen belang: de heroriëntatie van de economie naar gemeenschap, milieu, en een duurzame toekomst), dat kritiek uitte op de huidige globale economische praktijken en een ecologisch georiënteerde duurzame economie verdedigde. Hij heeft uitgebreid geschreven over religieus pluralisme en interreligieuze dialoog, vooral tussen Boeddhisme en Christendom, alsook de noodzakelijkheid om religie en wetenschap te verzoenen.
Cobb is mede-oprichter en bestuurder van het Center for Process Studies in Claremont, Californië. Het Center for Process Studies blijft het belangrijkste instituut gerelateerd aan de filosofie van Whitehead. Cobb was getuige van de oprichting meer dan dertig verwante centra aan academische instellingen over heel de wereld, waarvan drieëntwintig centra in China.  Cobb is ook stichter en voorzitter van het Instituut voor de postmoderne ontwikkeling van China, dat de ideeën van Whitehead gebruikt om naar een duurzame economie over te gaan en praktische problemen met sociale verandering en globalisering aan te pakken.
Recent stond Cobb mee aan de wieg van de organisatie Pando Populus. Pando Populus wil een "ecologische beschaving" bewerkstelligen.
Cobb overleed op 26 december 2024 op 99-jarige leeftijd.

## Belangrijkste werken
- Living Options in Protestant Theology, 1962 (online edition)
- A Christian Natural Theology, 1965 (online edition; second edition 2007)
- God and the World, 1969
- Is It Too Late? A Theology of Ecology, 1971 (revised edition, 1995)
- Christ in a Pluralistic Age, 1975
- with David Ray Griffin, Process Theology: An Introductory Exposition, 1976, ISBN 0-664-24743-1
- Process Theology as Political Theology, 1982 (online edition)
- Beyond Dialogue: Toward a Mutual Transformation of Christianity and Buddhism, 1982
- with Herman Daly, For the Common Good: Redirecting the Economy Toward Community, Environment, and a Sustainable Future, 1989 (revised edition, 1994) which won the 1992 University of Louisville Grawemeyer Award for Ideas Improving World Order.[12]
- The Earthist Challenge to Economism: A Theological Critique of the World Bank, 1999, ISBN 0-312-21838-9
- Back to Darwin, 2008 (als redacteur)
- Jesus' Abba - The God Who Has Not Failed, 2015

## Voetnoten
1. ↑  Process and Faith, "John B. Cobb, Jr." https://processandfaith.org/misc/john-b-cobb-jr
2. ↑  American Academy of Arts and Sciences, https://www.amacad.org/content/news/pressReleases.aspx?pr=217. Gearchiveerd op 15 december 2018.
3. ↑  John B. Cobb, "Intellectual Autobiography," Religious Studies Review 19 (1993): 10.
4. ↑  Alfred North Whitehead, De dynamiek van de Religie (Uitgeverij Pelckmans, 1988) 67.
5. ↑  The Center for Environmental Philosophy, "History of Environmental Ethics for the Novice," https://web.archive.org/web/20160526114215/http://www.cep.unt.edu/novice.html
6. ↑  The Center for Process Studies, "About the Center for Process Studies," Archived copy. Gearchiveerd op 11 January 2010. Geraadpleegd op 14 december 2009.
7. ↑  Institute for the Postmodern Development of China, "Collaborative Centers," https://web.archive.org/web/20131219065738/http://www.postmodernchina.com/collaborative-centers.html
8. ↑  "China embraces Alfred North Whitehead," last modified December 10, 2008, Douglas Todd, The Vancouver Sun, accessed December 5, 2013, https://web.archive.org/web/20160310145419/http://blogs.vancouversun.com/2008/12/10/china-embraces-alfred-north-whitehead/.
9. ↑  Institute for the Postmodern Development of China, "About Us," https://web.archive.org/web/20170910163213/http://postmodernchina.org/about-us/
10. ↑  Website van Pando Populus
11. ↑  (en) CST Mourns the Passing of John Cobb
12. ↑  1992- Samuel Huntington, Herman Daly and John Cobb. Gearchiveerd op 2 december 2013.

- Bibsys: 90076907
- Bibliothèque nationale de France: cb12036778c (data)
- Catàleg d'autoritats de noms i títols de Catalunya: 981058513137306706
- CiNii: DA00792634
- Gemeinsame Normdatei: 118997130
- International Standard Name Identifier: 0000 0001 0930 5589
- Library of Congress Control Number: n50032218
- Nationale Bibliotheek van Letland: 000172180
- Bibliotheek van het Japanse parlement: 00436214
- Nationale Bibliotheek van Tsjechië: xx0013775
- Nationale bibliotheek van Australië: 35029213
- Nationale Bibliotheek van Israël: 987007259887805171
- Nederlandse Thesaurus van Auteursnamen: 06959273X
- Réseau des bibliothèques de Suisse occidentale: 02-A010997742
- LIBRIS: 218029
- Système universitaire de documentation: 028555287
- Trove: 459166
- Virtual International Authority File: 107536433
- WorldCat: E39PBJmXFpdqwjHrXhhPbVkMT3